# Pierre Caussat
Pierre Caussat (né à Athis-Mons le 11 avril 1931 et mort le 26 avril 2019 dans le 12e arrondissement de Paris) est un philosophe et traducteur français.

## Biographie
Agrégé de philosophie (1956), il a proposé une traduction du texte réputé intraduisible de Wilhelm von Humboldt, Introduction à l'œuvre sur le kavi, ainsi que d'autres textes plus anciens de cet auteur. Si son travail fut jugé avec sévérité par le linguiste Henri Meschonnic, en revanche, Alexis Philonenko ne cite pas d'autre humboldtien français que lui dans son ouvrage consacré à la linguistique de Humboldt.

## Ouvrages
- Autopsie du hasard (avec Jean-Louis Boursin), Bordas, Paris, 1970
- La Linguistique (en collaboration), Larousse, Paris, 1977
- De l'identité culturelle : mythe ou réalité, Desclée de Brouwer, Paris, 1989
- L'Événement, Desclée De Brouwer, Paris, 1992
- Variations philosophiques et sémiotiques autour du langage. Humboldt, Saussure, Bakhtine, Jakobson, Ricœur et quelques autres. Textes réunis et présentés par Driss Ablali,  Louvain-la-Neuve, Academia-L’Harmattan, 2016

## Participation à des ouvrages collectifs
- Chabrolle-Cerretini (Anne-Marie) (coordinatrice), Caussat (Pierre), Trabant (Jürgen), Samain (Didier), Vollmann (Ralf), Dilberman (Henri) et Rousseau (Jean), Wilhelm von Humboldt, les langues et sa théorie du langage, Presses Universitaires de Nancy, 2005.

## Traductions
- Wilhelm von Humboldt : Introduction à l'œuvre sur le kavi et autres essais, Éditions du Seuil, Paris, 1974
- Ernst Cassirer : Substance et fonction : éléments pour une théorie du concept, Éditions de Minuit, Paris, 1977
- Johannes Fehr : Saussure entre linguistique et sémiologie, Presses universitaires de France, Paris, 2000